# Kleuter (buurtschap)
Kleuter is een buurtschap in de gemeente Maashorst in de Nederlandse provincie Noord-Brabant. Het ligt ten oosten van de plaats Uden.
Hoofdplaats: Uden      

Dorpen: Odiliapeel · Reek · Schaijk · Volkel · Zeeland 

Buurtschappen: Bedaf · Biesthoek · Brand ·  Duifhuis (Uden) · Duifhuis (Zeeland) · Eikenheuvel · Gaal · Graspeel · Heikant · Hengstheuvel · Hoefkens · Hooge Heide · Hoogveld · Hultje · Kleuter · Kooldert · Kreitsberg · Lagenheuvel · Lankes · Loo · Maatsehei · Moleneind · 't Mun · Nabbegat · Niemeskant · Oosterens · Oventje · Rakt (deels) · Rusven · Schadron · Slabroek · Strepen · Trent · Velmolen · Vloet · Voederheil · Weeg · Witte Dellen · Zevenhuis
Noord-Brabant: Steden en dorpen      Nederland: Provincies · Gemeenten